# Только ты (фильм, 1972)
«Только ты» — художественный фильм режиссёра Евгения Шерстобитова по мотивам оперетты Исаака Дунаевского «Белая акация» (в свою очередь, поставленной по пьесе Владимира Масса и Михаила Чевинского).
Премьера состоялась 14 декабря 1972 года.

## Сюжет
Юная одесситка Тоня Чумакова влюблена в море и капитана китобойного корабля. В море, на посту радистки она борется за свою любовь и побеждает.
Название фильма взято из строчки первого музыкального номера героини, выражающей её любовь к морю: «Только ты можешь счастье мне дать, только ты!»

## В ролях
- Ирина Борисова — Антонина Ивановна Чумакова, радистка на китобойной базе «Советская Украина» (вокал Диана Петриненко)
- Николай Соловьёв — Максим Чайка, капитан китобойного корабля «Беспощадный» (вокал Николай Соловьёв)
- Галина Стеценко — Лариса Аркадьевна (вокал В. Вотрина)
- Спартак Мишулин — Яков Плутархович Наконечников (Яшка «Буксир»), снабженец
- Сергей Сибель — Леша Великанов, поклонник Тони
- Феликс Пантюшин — Саша Лопатенко, поклонник Тони
- Николай Гаврилов — Петр Тимофеевич, дядя Тоси
- Галина Нехаевская — Катя, буфетчица на китобойной базе
- Александр Милютин — Трофимов, поклонник Кати
- Александр Гай — Александр Дмитриевич, капитан «Советской Украины»
- Валерий Панарин — старпом «Беспощадного»
- Виталий Дорошенко — моряк
- Лев Перфилов — радиокорреспондент
- Валентин Грудинин
- Виктор Полищук — начальник радиостанции «Советской Украины»

## Съёмочная группа
- Авторы сценария:
  - Владимир Масс
  - Евгений Шерстобитов
- Режиссёр-постановщик: Евгений Шерстобитов
- Оператор-постановщик: Михаил Чёрный
- Композитор: Борис Клур, по мотивам оперетты Исаака Дунаевского
- Художник-постановщик: Пётр Слабинский
- Балетмейстер-постановщик: Борис Каменкович
- Дирижёр эстрадно-симфонического оркестра: Игорь Ключарёв

## Критика
Кино- и театровед Валерий Кичин, признавая «яркость красок», «лихость хореографии» и «шикарные подводные съёмки» в фильме, критиковал его за подход режиссёра к экранизации, не только не приводящий присущие оперетте условности и «традиционные слабости драматургии» к более реалистическим стандартам кино, но и «возведшие их в квадрат».